# John Rainolds
John Rainolds (ou Reynolds) (1549 - 21 mai 1607) est un universitaire et homme d'église anglais, de vues puritaines. On se souvient de lui pour son rôle dans la version autorisée de la Bible, un projet dont il est l'initiateur.

## Biographie
Il est né vers la Saint-Michel 1549 à Pinhoe, près d'Exeter. Il est le cinquième fils de Richard Rainolds. Il est le frère de William Rainolds. Son oncle Thomas Rainolds occupe la cure de Pinhoe de 1530 à 1537, et est ensuite directeur du Merton College, Oxford, et doyen d'Exeter. John Rainolds semble être entré à l'origine à l'Université d'Oxford à Merton, mais le 29 avril 1563, il est élu membre du Corpus Christi College, où deux de ses frères, Hierome et Edmond, sont déjà fellow. Il devient fellow stagiaire le 11 octobre 1566 et fellow titulaire deux ans plus tard. Alors qu'il est étudiant à Corpus, il se convertit du catholicisme au protestantisme.
Le 15 octobre 1568, il obtient son BA ; et à peu près à cette époque, il est nommé tuteur de Richard Hooker . En 1566, il joue le rôle féminin d'Hippolyta dans une représentation de la pièce Palamon et Arcite à Oxford, dans le cadre d'un divertissement élaboré pour la reine Élisabeth Ire. Elle le récompense avec 8 anges d'or. Rainolds rappelle plus tard ce rôle de jeunesse avec embarras, alors qu'il en venait à soutenir les objections puritaines au théâtre, étant particulièrement critique des rôles de travestissement .
En 1572-1573, Rainolds est nommé lecteur en grec et ses conférences sur la rhétorique d'Aristote font sa réputation. En 1576, il s'oppose à la proposition d'autoriser Antonio del Corro (en) à devenir docteur en théologie ; et en même temps, il joue un rôle déterminant dans l'expulsion de Francesco Pucci (en) de l'université, Pucci étant un associé et un allié de Corro, qui s'est opposé aux positions calvinistes orthodoxes ,. Rainolds démissionne de son lectorat en 1578 . Le jeune érudit populaire est promu candidat au poste de président de collège par de nombreuses autorités universitaires en 1579, alors que cela est considéré comme une ouverture pour le poste.
Au début des années 1580, à la suite de la défense acharnée des principes catholiques par Edmond Campion, Francis Walsingham envoie le jésuite John Hart à Rainolds pour une longue discussion. Hart concède à Rainolds le pouvoir de destitution du pape, du moins selon la perspective protestante, et un récit est publié dans The summe of the conference betweene John Rainoldes and John Hart (1584) . Incapable de s'entendre avec le président de Corpus, William Cole, Rainolds renonce alors à sa bourse en 1586 et devient tuteur au Queen's College. La même année, Rainolds est nommé à un poste de chargé de cours temporaire, fondé par Walsingham, pour la théologie polémique anti-catholique.
En 1589, la Regius Chair of Divinity d'Oxford est vacante. Rainolds a des raisons d'anticiper que le poste lui reviendrait, mais la reine s'y oppose et Thomas Holland (traducteur) est nommé. Il conserve son poste de conférencier.
En 1593, Rainolds est nommé doyen du Lincoln College d'Oxford et/ou de la Cathédrale de Lincoln. Les boursiers de Corpus tenaient à remplacer Cole par Rainolds, et un échange est effectué, Rainolds étant élu président en décembre 1598.

## Bible du roi Jacques
Les principaux événements de sa carrière ultérieure sont sa participation à la conférence de Hampton Court, où il est le représentant le plus éminent du parti puritain et reçoit beaucoup de faveurs du roi.
Au cours de la conférence, les puritains, dirigés par Rainolds en tant que porte-parole, interrogent directement Jacques sur leurs griefs. Cependant, presque toutes les demandes présentées par Rainolds sont immédiatement refusées ou contestées par Jacques . À un moment donné au cours de la plaidoirie de Rainolds devant le roi, Rainolds demande qu '"une seule traduction de la Bible... [soit] déclarée authentique et lue dans l'église". Que Rainolds demande une nouvelle traduction ou simplement une instruction pour autoriser une seule des traductions anglaises existantes, la plupart entendent les paroles de Rainolds comme une demande pour la première . Jacques accepte volontiers une nouvelle traduction.
Lors de la création de la rédaction ultérieure de la nouvelle traduction de la Bible, Rainolds travaille dans le cadre du groupe qui entreprend la traduction des Prophètes. Le groupe se réunit chaque semaine dans les logements de Rainolds à Corpus. En dépit d'être affligé d'une vue défaillante et de la goutte, Rainolds poursuit le travail de traduction jusqu'à la fin de sa vie, étant même transporté dans la salle de réunion.

## Mort
Rainolds meurt de Tuberculose le 21 mai 1607, laissant une grande réputation d'érudition et de caractère. Sur son lit de mort, il désire ardemment l'absolution selon la forme de l'Église d'Angleterre, et la reçoit de Thomas Holland, dont il baise affectueusement la main. Il est enterré dans la chapelle du Corpus Christi.

## Œuvres
- De Romanae ecclesiae idolatria (1596), dédié à Robert Devereux, 2e comte d'Essex, partisan de ses conférences de théologie[10].